# Ava Inferi
Ava Inferi é um grupo musical de Portugal (Almada) de doom metal/gothic metal formada em 2005 pelo guitarrista da banda Mayhem, Rune Eriksen e a cantora Carmen Susana Simões (ex-Aenima), que participou no álbum Under Satanae dos Moonspell.
A banda encerrou as atividades em 2013.

## Membros

### Hoje
- Carmen Susana Simões - vocal
- Rune Eriksen - guitarra
- João Samora (Bandido) - bateria
- Jaime S. Ferreira - baixo

#### Temporário
- Daniel Cardoso - piano

## Discografia

### Álbuns
- Burdens (2006)
- The Silhouette (2007)
- Blood of Bacchus (2009)
- Onyx (2011)

### Vídeos
- Dança Das Ondas